# Перловник трансильванский
Перловник трансильванский (лат. Melica transsilvanica) — вид однодольных растений рода Перловник (Melica) семейства Злаки (Poaceae). Впервые описан немецко-австрийским ботаником Филиппом Иоганном Фердинандом Шуром в 1853 году.

## Распространение и среда обитания
Распространён в странах Европы (включая Россию), Казахстане, Таджикистане, Туркмении, Узбекистане, на севере Ирана и в Китайской Народной Республике (Синьцзян-Уйгурский автономный район).
Типовой экземпляр собран в Германии.
Растёт по берегам морей и рек, на каменистых участках, среди кустарников, в лесах, на лугах и степях.

## Ботаническое описание
Многолетнее травянистое растение. Стебель высотой 30—100 см.
Листья опушённые.
Соцветия — колос и метёлка. Цветки мелкие, белого, зелёного или фиолетового цвета.
Плод — зерновка белого или жёлтого цвета. Цветёт с мая по август.
Число хромосом — 2n=18.

## Экология
Светолюбивое растение, ксерофит либо мезофит, мезотроф.

## Значение
Выращивается как декоративное и кормовое растение.

## Природоохранная ситуация
Внесён в Красные книги республик Калмыкия, Мордовия и Татарстан, Калужской, Красноярской, Нижегородской, Пензенской, Рязанской, Тульской и Ульяновской областей, Пермского края (Россия), Житомирской, Закарпатской и Львовской областей (Украина).

## Синонимы
Синонимичные названия:
- Melica altissima var. transsilvanica (Schur) Schur
- Melica ciliata var. lobata (Schur) Papp & Beldie
- Melica ciliata subsp. transsilvanica (Schur) Celak.
- Melica ciliata var. transsilvanica (Schur) Hack.
- Melica interrupta Schur nom. inval.
- Melica lobata Schur
- Melica transsilvanica subsp. klokovii Tzvelev